# نیکولای گروس
نیکولای گروس (انگلیسی: Nicolai Groß؛ زادهٔ ۳ فوریهٔ ۱۹۹۰) بازیکن فوتبال اهل آلمان است.
از باشگاه‌هایی که در آن بازی کرده‌است می‌توان به باشگاه فوتبال هوفنهایم و باشگاه فوتبال هایدنهایم اشاره کرد.